# Glinka (Braniewo)
Glinka (deutsch Hermannsdorf) ist ein Ort in der polnischen Woiwodschaft Ermland-Masuren. Er gehört zur Landgemeinde Braniewo (Braunsberg) im Powiat Braniewski (Kreis Braunsberg).
Glinka liegt im Nordwesten der Woiwodschaft Ermland-Masuren, vier Kilometer südlich der Kreisstadt Braniewo (Braunsberg).
Die Försterei samt Waldhaus Hermannsdorf, später auch mit Wirtshaus, Freilichtbühne und Schießstand, war bis 1945 ein Wohnplatz innerhalb der Stadtgemeinde Braunsberg im Kreis Braunsberg innerhalb des Regierungsbezirks Königsberg.
Bei der Überführung des gesamten südlichen Ostpreußen an Polen 1945 in Kriegsfolge, erhielt Hermannsdorf die polnische Namensform „Glinka“. Der Ort wurde aus der Stadt Braniewo gelöst und in die Landgemeinde Braniewo eingegliedert, die zum Powiat Braniewski (Kreis Braunsberg) gehört, von 1975 bis 1998 der Woiwodschaft Elbląg, seither der Woiwodschaft Ermland-Masuren zugeordnet ist.
Seitens der römisch-katholischen Kirche gehört Glinka heute wie Hermannsdorf ehedem zur Basilika St. Katharina in Braniewo im jetzigen Erzbistum Ermland. War das Dorf vor 1945 auch in die evangelische Kirche Braunsberg in der Kirchenprovinz Ostpreußen der Kirche der Altpreußischen Union eingepfarrt, so ist Glinka heute der Diözese Masuren der Evangelisch-Augsburgischen Kirche in Polen zugehörig.
Glinka liegt an der polnischen Landesstraße 54, die die polnisch-russische Grenze bei Gronowo (Grunau) mit der Stadt Braniewo verbindet und bis zur Auffahrt Braniewo Południe der Schnellstraße S 22 (Trasse der früheren Reichsautobahn Berlin–Königsberg) führt, wo sie in die Woiwodschaftsstraße 506 übergeht. Die nächste Bahnstation ist Bemowizna (Böhmenhöfen) an der sowohl als Normalspur- als auch als Breitspurbahn ausgelegten Bahnstrecke Malbork–Braniewo (Teilabschnitt der früheren Preußischen Ostbahn).